# Atrybut (sztuka)

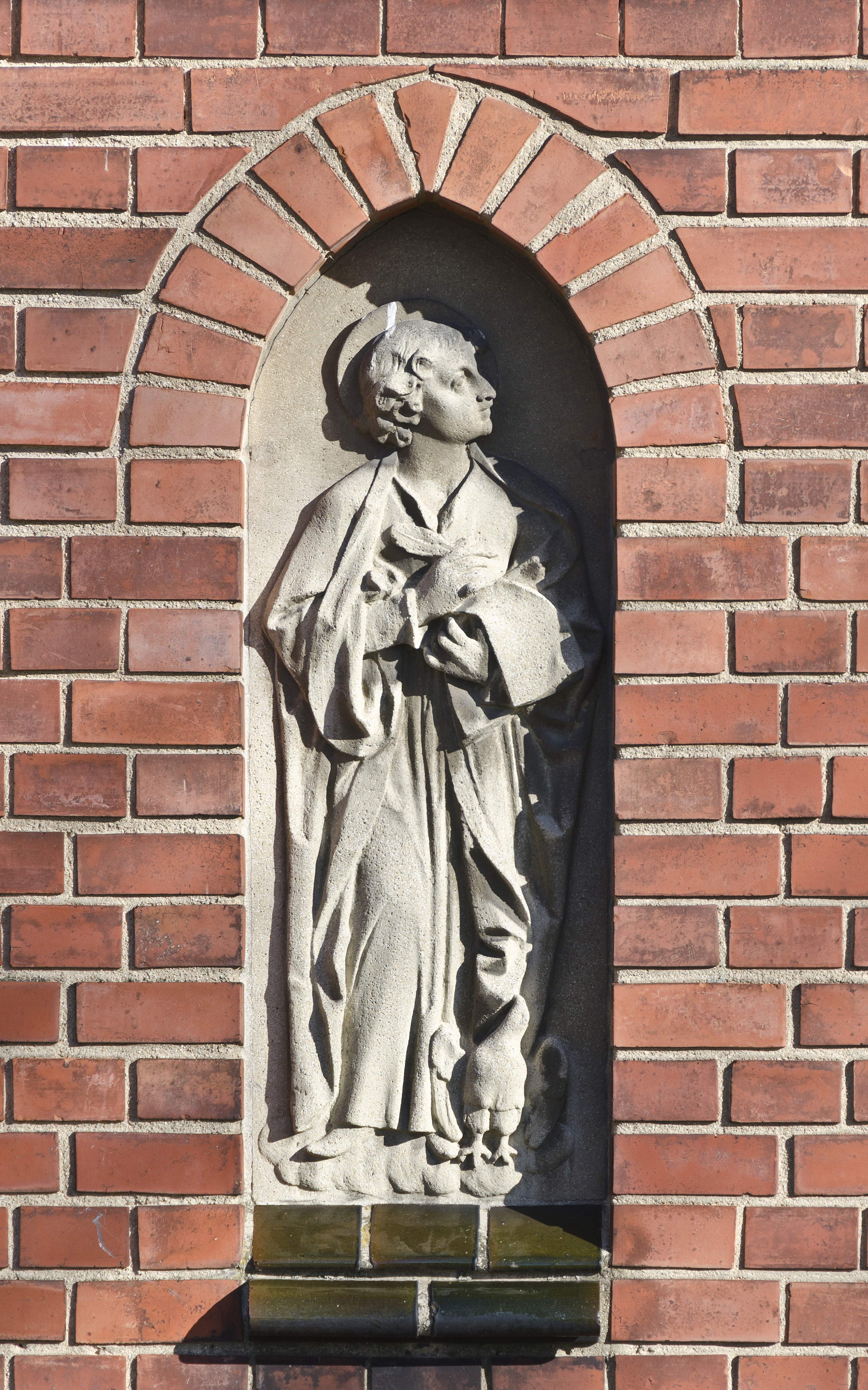
Płaskorzeźba Jana Ewangelisty z atrybutami (zwój i pióro, orzeł)

Atrybut (łac. attributum) – znak rozpoznawczy bohatera, bóstwa lub też postaci świętego. Są to najczęściej przedmioty, które w jakiś sposób wiążą się z życiem danej postaci, jej działalnością, z historią lub legendą.
Atrybuty stosowano głównie w przedstawieniach religijnych, mitologicznych i alegorycznych w starożytnej Grecji, Rzymie, Egipcie, później w sztuce chrześcijańskiej aż do XIX wieku.
W sztuce starożytnej Grecji np. skrzydła symbolizowały bogini Nike, a łuk i strzały Artemidę. W sztuce średniowiecznej przykład może stanowić wieża, często towarzysząca przedstawieniu św. Barbary. Symbolem funkcji przypisywanej przedstawionej postaci jest np. baranek w przedstawieniach Chrystusa jako Dobrego Pasterza lub wiadro z wodą i płonący dom w wizerunkach św. Floriana jako patrona strażaków.
Niektóre postaci miały kilka atrybutów np. atrybuty  Ateny to: hełm, dzida, tarcza, wrzeciono, gałązka oliwna, sowa; atrybuty św. Katarzyny Aleksandryjskiej to: koło, miecz, książka, korona.
Istnieją atrybuty, które przypisane są wielu postaciom np. skrzydła – Dedalowi, Ikarowi, Nike, Erosowi, Psyche, aniołom.
Oprócz atrybutów indywidualnych, które były najczęściej wykorzystywane w średniowieczu, istnieją też ogólne np. gałązka palmy jako symbol męczenników,  wieniec laurowy – zwycięstwa, aureola – świętego.
Atrybuty umieszczane były w dziełach sztuki pojedynczo lub po kilka.